# Ориландия-ду-Норти

Ориландия-ду-Норти на карте штата.

Ориландия-ду-Норти (порт. Ourilândia do Norte) — муниципалитет в Бразилии, входит в штат Пара. Составная часть мезорегиона Юго-восток штата Пара. Входит в экономико-статистический микрорегион Сан-Фелис-ду-Шингу. Население составляет 27 359 человек на 2010 год. Занимает площадь 14 410,570 км². Плотность населения — 1,9 чел./км².

## История
Город основан 10 мая 1988 года. 

## Демография
Согласно сведениям, собранным в ходе переписи 2010 г. Национальным институтом географии и статистики (IBGE), население муниципалитета составляет:
| Полное население                               | Полное население                               | Полное население                               | Полное население                               | 27 359 |
| ---------------------------------------------- | ---------------------------------------------- | ---------------------------------------------- | ---------------------------------------------- | ------ |
| в том числе:                                   | Городское население                            | 19 913                                         | Процент городского населения, %                | 72,78  |
|                                                | Сельское население                             | 7446                                           | Процент сельского населения, %                 | 27,22  |
|                                                | Мужское население                              | 14 270                                         | Процент мужского населения, %                  | 52,16  |
|                                                | Женское население                              | 13 089                                         | Процент женского населения, %                  | 47,84  |
| Плотность населения, чел/км²                   | Плотность населения, чел/км²                   | Плотность населения, чел/км²                   | Плотность населения, чел/км²                   | 1,90   |
| Население муниципалитета в % к населению штата | Население муниципалитета в % к населению штата | Население муниципалитета в % к населению штата | Население муниципалитета в % к населению штата | 0,36   |

По данным оценки 2015 года, население муниципалитета составляет 30 776 жителей.

## Статистика
- Валовой внутренний продукт на 2003 год составляет 86 315 457,00 реалов (данные: Бразильский институт географии и статистики).
- Валовой внутренний продукт на душу населения на 2003 год составляет 4362,23 реалов (данные: Бразильский институт географии и статистики).
- Индекс развития человеческого потенциала на 2000 год составляет 0,699 (данные: Программа развития ООН).

## Важнейшие населенные пункты
| № | Населённый пункт   | Населённый пункт (порт.) | Категория         | Население чел. (2010) | На карте                       |
| - | ------------------ | ------------------------ | ----------------- | --------------------- | ------------------------------ |
| 1 | Ориландия-ду-Норти | Ourilândia do Norte      | город             | 19 913                | 6°44′57″ ю. ш. 51°04′38″ з. д. |
| 2 | Крикетум           | Kriketum                 | индейская деревня | 760                   | 7°08′01″ ю. ш. 51°39′21″ з. д. |
| 3 | Аукра              | Aukra                    | индейская деревня | 390                   | 7°41′42″ ю. ш. 51°52′53″ з. д. |
| 4 | Кжбенкранкейн      | Kjbenkrankein            | индейская деревня | 302                   | 8°08′07″ ю. ш. 52°07′25″ з. д. |